# NCIS: New Orleans
NCIS: New Orleans è una serie televisiva statunitense, facente parte del media franchise NCIS, prodotta dal 2014 al 2021 e trasmessa da CBS.
Nata come secondo spin-off della serie NCIS - Unità anticrimine e introdotta in un backdoor pilot all'interno dell'undicesima stagione della serie madre, la prima stagione di NCIS: New Orleans ha debuttato il 23 settembre 2014. Il 17 febbraio 2021 viene annunciato che la serie si concluderà con la settima stagione; l'ultimo episodio è stato trasmesso il successivo 23 maggio.
In Italia la serie è stata trasmessa da Rai 2.

## Trama
La serie segue le vicende della squadra dell'NCIS distaccata a New Orleans. Guidata dall'agente speciale Dwayne Cassius Pride, è composta anche dall'agente speciale Christopher LaSalle e dalla neo-arrivata agente Meredith Brody, avvalendosi dell'assistenza del tecnico di laboratorio Sebastian Lund e del medico legale Loretta Wade. A partire dalla seconda stagione entrano nella squadra Patton Plame, esperto di cyber crimini, già collaboratore del team nella prima stagione e Sonja Percy, ex agente dell'ATF che ha collaborato con Pride nella caccia alla Piccola Esca e a Sasha Broussard. Durante la terza stagione, in seguito alla partenza di Brody, causata dalla sconvolgente storia con l'agente e traditore John Russo, alla squadra si aggiungerà l'agente Tammy Gregorio.

### Prima stagione
Il filo conduttore della prima stagione è la lotta di Dwayne Pride e dei suoi agenti contro l'organizzazione guidata da Sasha Broussard, ultimo membro ancora in libertà della famiglia criminale che per anni aveva condotto affari a New Orleans ma che era poi stata fermata dall'intervento di King, che aveva arrestato tutti i colpevoli. 
Durante il corso della stagione Pride si trova spesso a fronteggiare l'organizzazione, che inizialmente viene collegata ad Hamilton, politico della città e vecchio nemico di Dwayne. Con il tempo il team dell'NCIS scopre che il principale uomo dell'organizzazione è Paul Janks, conosciuto anche come Piccola Esca (Baitfish), un criminale di poco conto con cui Pride aveva collaborato anni prima. Altro collaboratore della Famiglia Broussard è Jim Messier, un agente di polizia che è stato raggirato da Sasha, che si scoprirà poi essere a capo di un giro di contrabbando. Al termine della stagione, anche se a caro prezzo (la fidanzata di LaSalle viene assassinata), il team dell'NCIS riesce a fermare l'organizzazione e a sventare un attentato terroristico. Sonja Percy, agente dell'ATF fa la sua comparsa.

### Seconda stagione
La squadra di Pride si amplia, infatti entrano a farne parte a tutti gli effetti l'esperto informatico Patton Plame e l'agente Percy, che aveva collaborato con l'NCIS nel caso legato a Sasha Broussard. 
Il filo conduttore della seconda stagione è la lotta del team di New Orleans contro la Milizia, un gruppo di separatisti e terroristi, guidati da Zed Hastings, che diventa il principale antagonista della stagione. Benché esso venga in seguito arrestato dall'NCIS, alcuni dei suoi uomini rimangono in libertà e proseguono nei loro obiettivi.
Al termine della stagione la trama segue invece la vicenda di John Russo, un importante agente della Sicurezza Interna che in realtà progetta un attacco terroristico di enorme portata. L'agente per sviare le indagini seduce Brody che tuttavia riesce a capire il suo gioco e con l'aiuto di tutta la squadra sventa i suoi piani, uccidendolo durante un conflitto. Al termine di questa esperienza la squadra prende un momento di pausa in attesa del giudizio da Washington per valutare il loro operato.

### Terza stagione
La squadra rimane profondamente scossa dalla partenza di Brody che ha deciso di lasciare l'NCIS in quanto si sente colpevole dei problemi sorti in seguito al caso Russo. Nel frattempo l'agente dell'FBI Tammy Gregorio viene inviata a New Orleans per l'inchiesta su Pride e i suoi uomini e dopo aver risolto un caso assieme resta in città per collaborare con l'agenzia, unendosi di fatto alla squadra. Il filo conduttore degli episodi è la lotta contro il cartello di Javier Garcia e il sindaco Hamilton. Tammy si legherà molto a Pride e al resto della squadra, in passato il suo ex marito, Ethan, aveva derubato New Orleans dei soldi che dovevano essere spesi per le ristrutturazioni a seguito dell'Uragano Katrina; Tammy lascerà l'FBI, e si farà assumere all'NCIS prendendo il posto di Brody, mentre Sebastian si farà promuovere ad agente operativo dopo aver superato l'accademia. Javier viene ucciso da Hamilton dato che stava per fare un accordo con i federali rivelandogli i suoi segreti sporchi, quindi Pride inizierà a investigare su di lui, mentre Tammy farà pace con il suo passato arrestando Ethan. Pride e l'NCIS scopriranno che Hamilton, tramite vari omicidi da lui orchestrati con la complicità della sua guardia del corpo, Stone, vuole radere al suolo il quartiere di Clearwater per costruire un cantiere navale, tra l'altro se la prenderà con Pride e i suoi agenti cercando di distruggere l'NCIS, ma Pride, dopo aver ucciso Stone, salverà il quartiere di Clearwater con l'aiuto dei suoi agenti, e incastrerà Hamilton arrestandolo.

## Episodi
| Stagione         | Episodi | Prima TV USA | Prima TV Italia |
| ---------------- | ------- | ------------ | --------------- |
| Prima stagione   | 23      | 2014-2015    | 2015-2016       |
| Seconda stagione | 24      | 2015-2016    | 2016-2017       |
| Terza stagione   | 24      | 2016-2017    | 2017            |
| Quarta stagione  | 24      | 2017-2018    | 2018-2020       |
| Quinta stagione  | 24      | 2018-2019    | 2020            |
| Sesta stagione   | 20      | 2019-2020    | 2020-2021       |
| Settima stagione | 16      | 2020-2021    | 2021            |

## Personaggi e interpreti
- Dwayne Cassius Pride (stagione 1-7), interpretato da Scott Bakula, doppiato da Marco Mete.
Capo della sezione di New Orleans dell'NCIS, prima lavorava come agente del dipartimento dello sceriffo della Parrocchia di Jefferson. Suo padre Cassius è un delinquente, finito in prigione, con il quale ha un rapporto molto conflittuale, sua madre invece soffre di demenza senile. Ha una figlia di nome Laurel, avuta dalla sua ex moglie Linda. È ben voluto e rispettato nel quartiere francese della città, ha il soprannome di "King". È un uomo sensibile con una forte etica morale, pur credendo nel valore delle norme sa quando è il momento di violarle se il caso lo richiede, ed è sempre determinato nell'affrontare e risolvere i problemi. Tiene molto ai membri della sua squadra che vede come una famiglia. Con i soldi ottenuti dal divorzio aprirà un bar nel quartiere francese, ama la musica e suona molto bene il pianoforte, passione che ha ereditato da sua madre.
- Christopher LaSalle (stagioni 1-6), interpretato da Lucas Black, doppiato da Paolo Vivio.
Agente speciale nell'NCIS, un tempo lavorava alla buon costume. Si è laureato alla Università dell'Alabama con magna cum laude. Nel corso della prima stagione intraprende una relazione con Savannah, la donna che ama da sempre, che verrà poi uccisa da Piccola Esca negli ultimi episodi della stagione lasciandolo profondamente scosso. Ha un rapporto burrascosso con la sua famiglia, il padre è a capo di un'industria petrolifera e non ha mai visto di buon occhio la sua carriera avendo sempre sperato che un giorno Christopher prendesse in mano le redini dell'azienda, inoltre ha pure un fratello affetto da bipolarismo, di nome Cade. È collega di Pride da molti anni e benché si trovi spesso in disaccordo con lui, gli vuole bene come un padre. Viene ucciso dal criminale Eddie Barrett il quale gli sparerà durante un'indagine.
- Loretta Wade (stagione 1-7), interpretata da CCH Pounder, doppiata da Cristiana Lionello.
Medico legale del dipartimento dell'NCIS, è laureata ad Harvard. Ha due figli, entrambi adottati, Danny e C.J. il cui padre era un criminale. Conosce Pride da molti anni ed è stimata da tutto il quartiere.
- Meredith "Merri" Brody (stagioni 1-2), interpretata da Zoe McLellan, doppiata da Monica Ward.
Agente speciale dell'NCIS, laureata all'Università statale del Michigan, è cintura nera di aikidō. Nella prima stagione è appena arrivata a New Orleans. In seguito, dopo essersi ambientata intraprende una breve storia con l'agente della Sicurezza Interna John Russo, il quale si rivela essere un traditore. Russo proverà a portare a termine un attentato terroristico, ma l'NCIS sventerà i suoi piani e Brody lo ucciderà. Dopo questa brutta esperienza lascerà la squadra.
- Sebastian Lund (stagione 1-7), interpretato da Rob Kerkovich, doppiato da Alessandro Rigotti.
Ricercatore forense del dipartimento dell'NCIS, è un uomo brillante, ma dai comportamenti stravaganti. È fissato con le idee cospirazioniste, spesso le persone lo interrompono quando parla, specialmente quando si lascia trasportare dai discorsi, essendo molto logorroico; è per natura una persona di buon cuore, in apparenza sembra un tipo remissivo ma in realtà anche se cerca di non darlo a vedere è molto emotivo. Ha sempre avuto un debole per Brody nonostante non si sia mai dichiarato a lei. Dato che non si sentiva più appagato dal semplice lavoro di ricercatore, lavorerà per una promozione ad agente operativo dopo aver superato l'addestramento all'accademia.
- Patton Plame (stagione 2-7; ricorrente 1), interpretato da Daryl Mitchell, doppiato da Nanni Baldini.
È un esperto di informatica che lavora nella squadra di Pride, in passato ha lavorato all'United States Cyber Command; è un detective specializzato nei cyber crimini, ma i suoi colleghi, con ironia, lo definiscono semplicemente un hacker. Le sue grandi capacità nell'informatica sono per lui un motivo di vanto, infatti ama considerarsi il migliore nel suo settore. Costretto su una sedia a rotelle in seguito a un incidente in barca dopo aver bevuto troppo, si dedica, nonostante la disabilità, ad attività estreme come il paracadutismo e il bungee jumping. In passato ha avuto dei problemi con il gioco d'azzardo. È un donnaiolo, inoltre ha tre divorzi alle spalle.
- Sonja Percy (stagioni 2-4; guest 1), interpretata da Shalita Grant, doppiata da Perla Liberatori.
Ex agente dell ATF, dopo aver lavorato a un caso con Pride mentre era sotto copertura, decide di unirsi alla sua squadra. Quando era giovane ha avuto problemi con la droga, in virtù di ciò è molto severa con le persone che abusano delle droghe. È propensa ad agire di sua iniziativa senza consultarsi con gli altri, e questo aspetto del suo carattere alle volte la porta in contrasto con Pride. Ha un buon rapporto di amicizia con Tammy, tanto che le due andranno a vivere insieme, inoltre stringe un forte legame affettivo con Christopher che probabilmente cela un velato amore tra i due. Lascerà la squadra e New Orleans accettando un lavoro all'FBI.
- Tammy Gregorio (stagione 3-7), interpretata da Vanessa Ferlito, doppiata da Barbara De Bortoli.
Agente dell'FBI mandata a New Orleans da Washington per valutare Pride e il rendimento della sua squadra. Esperta di antiterrorismo e psicologia comportamentale, è laureata in giurisprudenza ed è anche un ottimo tiratore scelto. I suoi nonni sono originari della Sicilia. Nonostante il suo obiettivo fosse solo quello di lavorare temporaneamente con Pride e la sua squadra per smantellare il cartello di Javier Garcia (riuscendo nell'impresa) Tammy si legherà molto a loro tanto da diventare ufficialmente un agente dell'NCIS dopo che Pride le offrirà il lavoro, sostituendo Brody, sentendo ormai che la carriera all'FBI non le dava più soddisfazioni. Ha tendenze bisessuali, il suo ex marito Ethan è un latitante, infatti è ricercato per aver rubato il denaro che avrebbe dovuto essere investito per le ricostruzioni di New Orleans in seguito ai danni causati dall'uragano Katrina, ma Tammy riuscirà ad arrestarlo.
- Hannah Khoury (stagione 5-7), interpretata da Necar Zadegan, doppiata da Sabrina Duranti.
Arrivata a New Orleans prende il posto di Percy nella squadra, ha lavorato in vari paesi stranieri, ed è un'esperta di interrogatori e antropologia, ha prestato servizio alla CIA inoltre è intelligente e razionale, e anche nelle situazioni di maggior tensione sembra non perdere mai la sua naturale compostezza. Si esprime bene in arabo, spagnolo e russo, infatti sua madre era specializzata in linguistica e dunque Hannah parla correntemente sei lingue straniere e sa esprimersi approssimativamente in quindici. Ha una figlia di nome Naomi, avuta dal marito Ryan, dal quale è separata.
- Quentin Carter (stagione 6-7), interpretato da Charles Michael Davis, doppiato da Riccardo Scarafoni.
Agente speciale dell'NCIS che si unisce alla squadra in seguito alla morte di LaSalle. In passato era un membro del corpo dei Marines, ha lavorato nelle forze speciali. Si distingue sia per il suo abbigliamento elegante, che per il suo carattere arrogante, comunque si è rivelato un uomo sensibile e altruista.
- Rita Deveraux (stagione 7, ricorrente stagioni 3-6), interpretata da Chelsea Field, doppiata da Roberta Pellini.
È la fidanzata di Pride, ha lavorato come assistente del procuratore a New Orleans, in seguito ottiene un incarico all'NSD, cosa che spingerà lei e Pride ad avere una relazione a distanza.

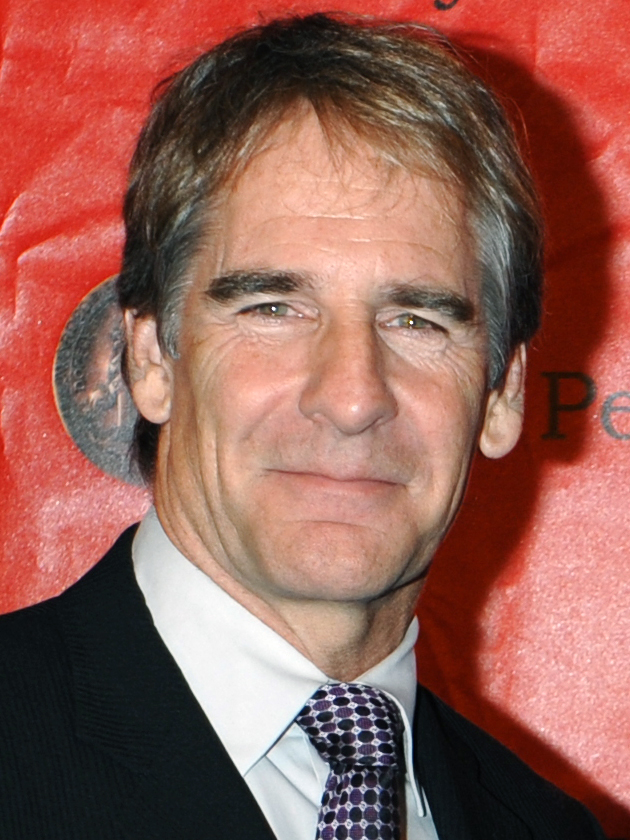
Scott Bakula interpreta Dwayne Cassius Pride
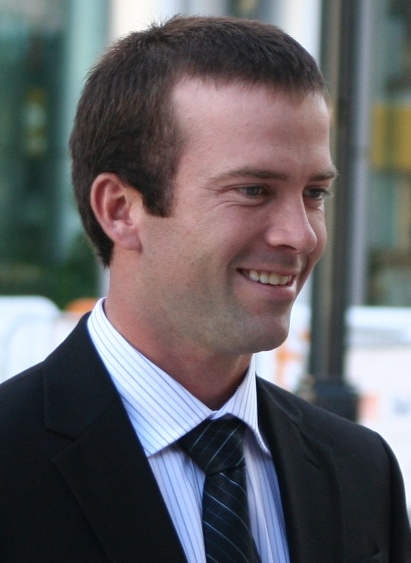
Lucas Black interpreta Christopher LaSalle
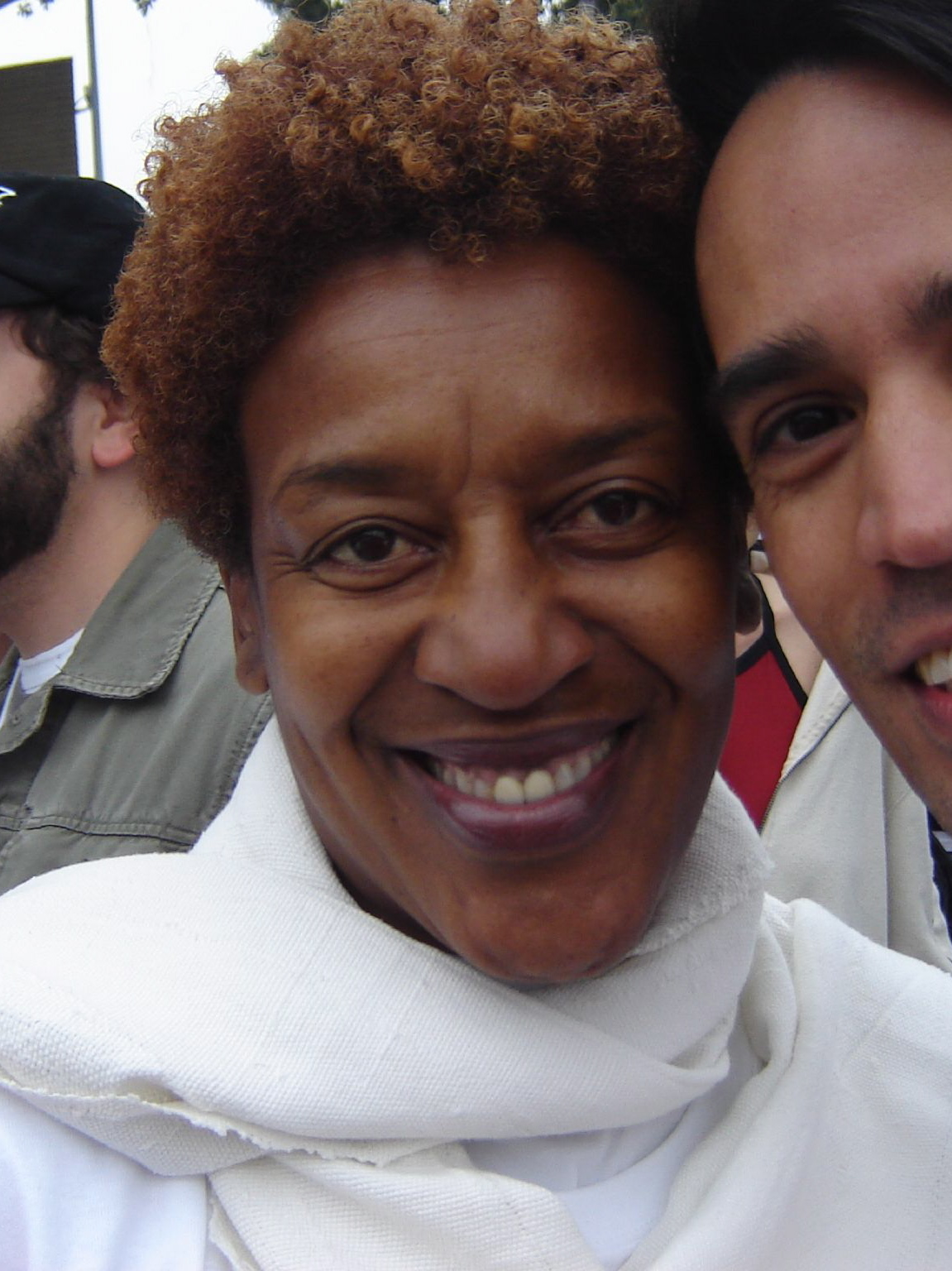
CCH Pounder interpreta Loretta Wade
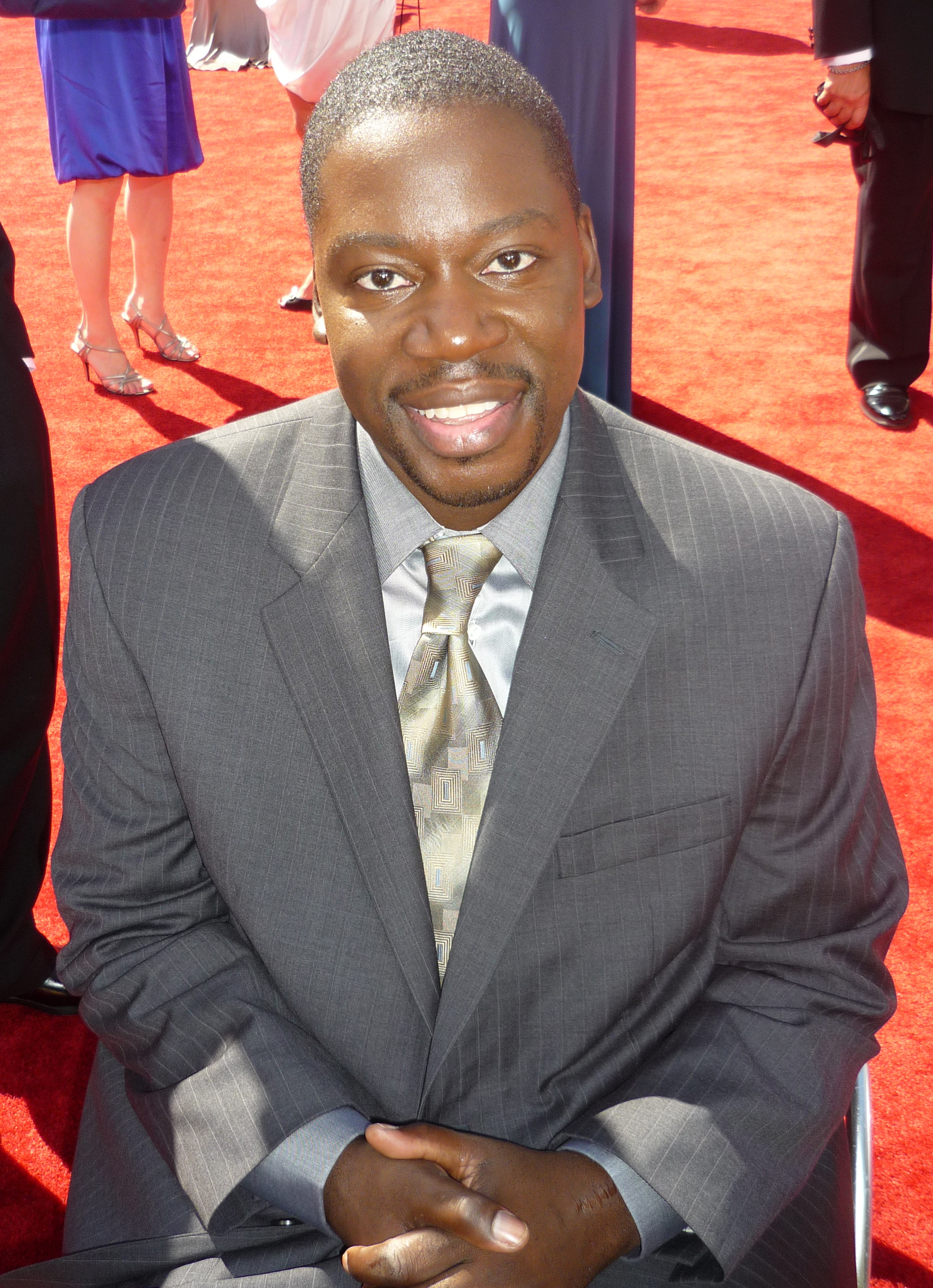
Daryl Mitchell interpreta Patton Plame
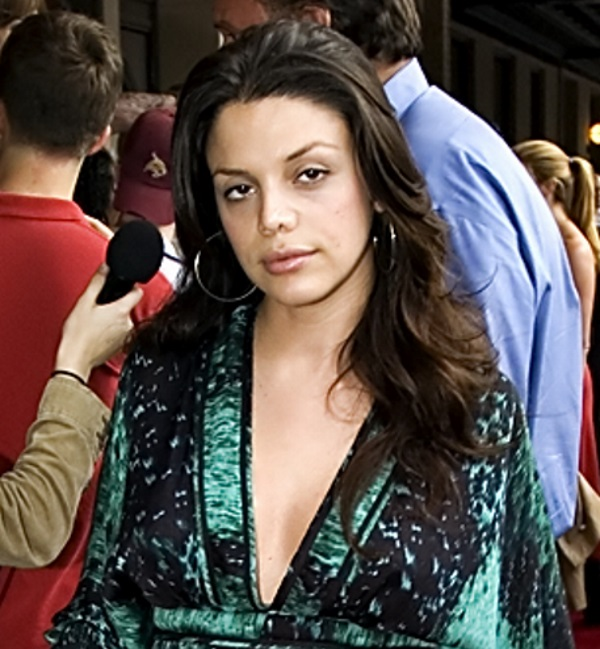
Vanessa Ferlito interpreta Tammy Gregorio
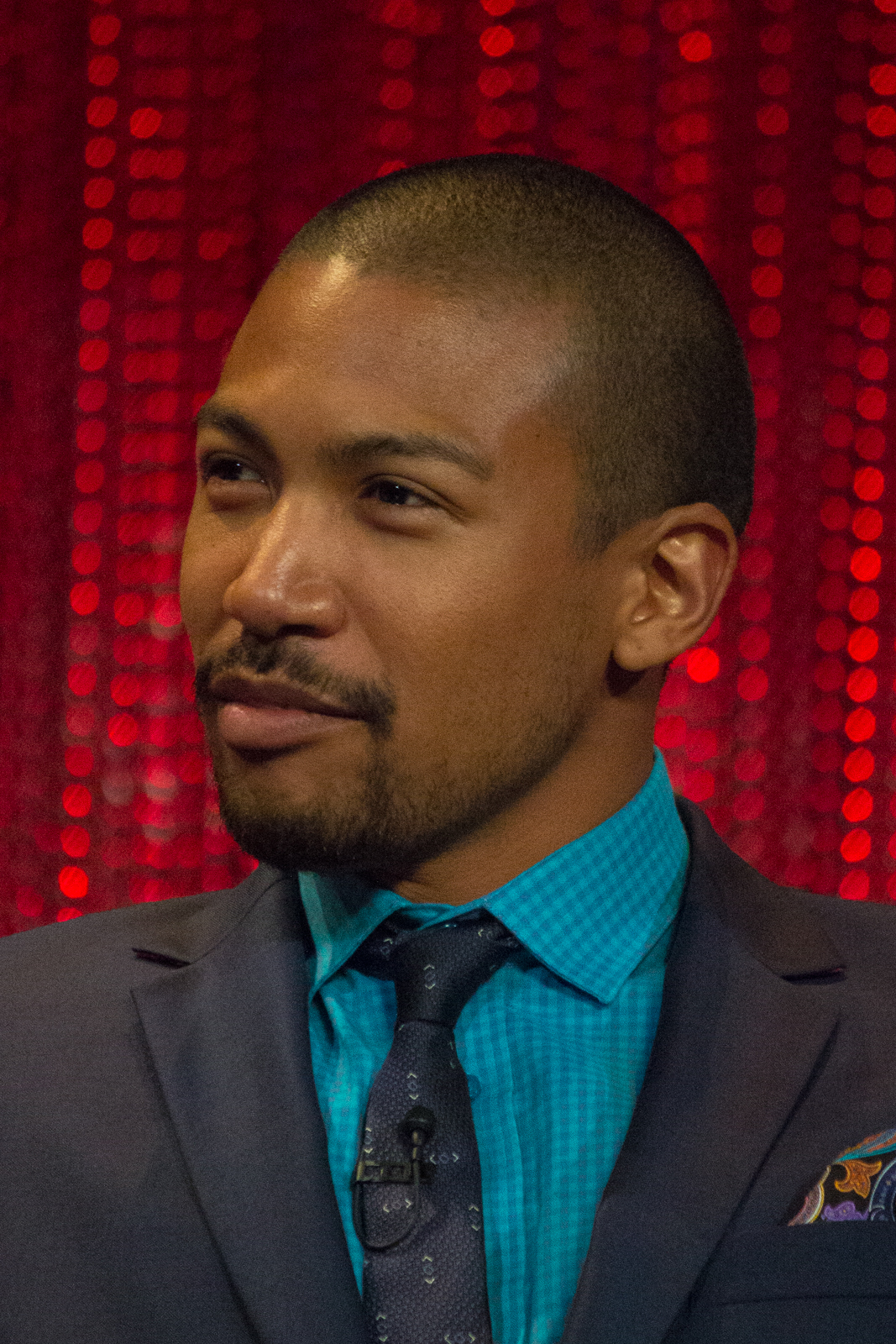
Charles Michael Davis interpreta Quentin Carter

## Produzione
La CBS annunciò l'intenzione di produrre un secondo spin-off di NCIS, dopo NCIS: Los Angeles, nel settembre del 2013. Un doppio episodio introduttivo, un backdoor pilot corrispondente al diciottesimo e diciannovesimo episodio dell'undicesima stagione di NCIS, fu trasmesso il 25 marzo e il 1º aprile 2014. Soddisfatta della risposta del pubblico, la rete diede il via libera definitivo alla produzione di una prima stagione il 9 maggio 2014.
Ambientata e girata a New Orleans, la serie vede tra i protagonisti Scott Bakula, Lucas Black e Zoe McLellan, quest'ultima recitò la parte di Jennifer Coates, una delle protagoniste della serie JAG - Avvocati in divisa, di cui la serie madre è lo spin-off. Mentre tra i produttori esecutivi figurano l'ideatore Gary Glasberg, Jeffrey Lieber e Mark Harmon, già produttore e protagonista della serie madre.